# Purwokerto Wetan
Purwokerto Wetan is een bestuurslaag in het regentschap Banyumas van de provincie Midden-Java, Indonesië. Purwokerto Wetan telt 8259 inwoners (volkstelling 2010).